# Francisco Manuel Vieira
 Francisco Manuel Vieira (* 29. September 1925 in Rio Tinto, Portugal; † 23. Dezember 2013 in Osasco, Brasilien) war römisch-katholischer Bischof von Osasco. 

## Leben
Francisco Manuel Vieira empfing am 8. Dezember 1952 im brasilianischen Erzbistum São Paulo die Priesterweihe.
Papst Paul VI. ernannte ihn am 12. Dezember 1974 zum Titularbischof von Hippo Diarrhytus und bestellte ihn zum Weihbischof in São Paulo.  Der Erzbischof von São Paulo, Paulo Evaristo Kardinal Arns OFM, spendete ihm am 25. Januar 1975 die Bischofsweihe; Mitkonsekratoren waren Benedito de Ulhôa Vieira, Weihbischof in São Paulo, und José Thurler, Weihbischof in São Paulo. Sein bischöfliches Motto war „In virtute dei“ (Für einen starken Gott).
Er war regionaler Bischofsvikar und von 1975 bis 1989 Generalvikar des Erzbistums São Paulo und von 1982 bis 1986 Präsident des Regionalkomitees. Am 15. März 1989 wurde er durch Papst Johannes Paul II. zum ersten Bischof des Bistums Osasco ernannt.
Am 24. April 2002 nahm Johannes Paul II. seinen altersbedingten Rücktritt an. Er starb an den Folgen eines Schlaganfalls.